# Lluís Antoni Santaló i Sors
Lluís Antoni Santaló i Sors (Girona, 9 d'octubre de 1911 – Buenos Aires, 22 de novembre de 2001) fou un matemàtic català de fama internacional, especialista en geometria, pioner i millor exponent de la geometria integral i també un prestigiós professor universitari, divulgador científic i expert en didàctica de les matemàtiques.
El 1939, a causa de la Guerra Civil espanyola i la inestabilitat política europea, s'exilià a l'Argentina, país que l'acollí i on es quedà a viure, es casà i formà una família. Allà exercí de professor a diverses universitats i publicà la majoria dels seus treballs. Fou autor de més de 150 articles científics en revistes periòdiques, 25 llibres de contingut científic i més de 80 publicacions entre articles de divulgació, conferències publicades i treballs sobre didàctica matemàtica.
A l'Argentina i a la comunitat matemàtica internacional també és conegut amb el nom en castellà Luis Antonio Santaló Sors o Luis Santaló. En català, també se sol escurçar a Lluís Santaló.

## Biografia
Nascut el 9 d'octubre de 1911 a la ciutat de Girona va traslladar-se a Madrid als setze anys i va doctorar-se en ciències exactes per la Universitat Complutense de Madrid.
Després de treballar a Hamburg, Alemanya, amb el professor Wilhelm Blaschke, el qual el va introduir en la geometria integral, el 1936 retorna a Espanya però a l'inici de la Guerra Civil espanyola és mobilitzat al front. A la fi de la guerra s'exilia a França, on és fet presoner i dut en un camp de concentració. A la seva sortida el matemàtic Julio Rey Pastor l'invita a visitar Argentina, país en el qual viu des de 1939.
Al país sud-americà desenvolupà la seva activitat científica i docent, especialment a la Universitat del Litoral, de la ciutat de Rosario, en la qual coincideix amb Beppo Levi. El 1949 viatja fins als Estats Units on amplia coneixements a les universitats de Chicago i Princeton. A partir de 1950 el seu treball matemàtic al voltant de la geometria el farà internacionalment conegut. Convençut que l'educació matemàtica és necessària per al desenvolupament dels països, ha publicat centenars de treballs divulgatius, modernitzant l'ensenyament d'aquesta matèria.
El 1983 fou guardonat amb el Premi Príncep d'Astúries d'Investigació Científica i Tècnica per les seves investigacions al voltant de la geometria.
Lluís Santaló morí l'any 2001 a Buenos Aires.

## Fons personal
L'any 2007 la Càtedra Lluís A. Santaló d'Aplicacions de la Matemàtica, conjuntament amb la Biblioteca de la Universitat de Girona, va iniciar la tasca de recopilar tota l'obra de Lluís Santaló, fins aleshores dispersa, i fer-la accessible a tota la comunitat científica. Es van cercar els més de 200 articles en diferents institucions i biblioteques de tot el món i es van adquirir els llibres que Santaló va escriure.
Actualment, els llibres del Fons Lluís A. Santaló es poden consultar a la Biblioteca del campus Montilivi de la Universitat de Girona i gran part dels articles es poden consultar en format digital al Repositori de Fons Especials (DUGi) de la Universitat de Girona.